# 507 هـ
507 هـ هي سنة في التقويم الهجري امتدت مقابلةً في التقويم الميلادي بين سنتي 1113 و1114.

## وفيات
- أبو بكر الشاشي الفارقي
- أبو بكر بن اللبانة
- أبو موسى الجزولي
- سير بن أبي بكر
- مودود بن التونتكين
- رضوان بن تتش